# Double (chanson)
Pour les articles homonymes, voir Double.
Singles de BoA
Shine we are!
(2003) Rock With You
(2003)
Double est le 11e single de BoA sorti sous le label Avex Trax le 22 octobre 2003 au Japon. Il atteint la 2e place du classement de l'Oricon et reste classé 13 semaines pour un total de 82 395 exemplaires vendus. Les chansons Double et Midnight Parade se trouvent sur l'album Love and Honesty.

## Liste des titres
| 1. | Double                                                      |  |
| 2. | Midnight Parade                                             |  |
| 3. | Milky Way ~Kimi no Uta~ (Milky Way ~君の歌~)                |  |
| 4. | Double (Instrumental)                                       |  |
| 5. | Midnight Parade (Instrumental)                              |  |
| 6. | Milky Way ~Kimi no Uta~ (Instrumental) (Milky Way ~君の歌~) |  |

| 1. | Double                               |  |
| 2. | Ibyeolpunggyeong (Always) (이별풍경) |  |
| 3. | Milky Way (Club Remix)               |  |
| 4. | Double (Instrumental)                |  |
| 5. | Always (Instrumental) (이별풍경)     |  |